# Begoña Zubero
Begoña Zubero Apodaca (Bilbao; 1962) es una fotógrafa española que desde los años ochenta trabaja sobre la memoria histórica a través del paisaje y de la arquitectura. En sus fotografías, Zubero habla de la huella humana en el entorno, de la revelación de una historia en los signos visibles de cada lugar.
Desde sus primeros proyectos en sus fotografías ha cuidado los aspectos técnicos, formales y estéticos creando imágenes de gran calado intelectual. Actualmente vive y trabaja en Bilbao.

## Biografía y desarrollo profesional
Nació en Bilbao, y estudió en la Facultad de Ciencias de la Información la Especialidad de Imagen y Sonido, en la Universidad Complutense de Madrid. Posteriormente se trasladó a Nueva York donde cursó estudios de fotografía en la School of Visual Arts y donde residió y trabajó durante cuatro años.
Tras su etapa neoyorquina, en la que experimenta con diferentes lenguajes, en los años 90 trabajó en bodegones primero encontrados, luego construidos por ella en los que muestra las posibilidades de humanizar los objetos. Esta característica vuelve a mostrarse en la exposición “Gente del Po”, en la que la se aproxima a los objetos y los lugares capturando la huella humana.
En series anteriores ha trabajado temas como las Flores o Abstracciones, pero desde el año 2000, en el que participó en el proyecto 7x7x7 para la conmemoración del aniversario setecientos de la fundación de Bilbao, comenzó a moverse en espacios abiertos: Roma, Berlín, Polonia, Rusia, Armenia y ahora el río Po. Dos de sus exposiciones son: North by North for 4th en la Floor Gallery de Mánchester en 2001 o en el Instituto Cervantes de Roma en 2003.
Ha realizado la foto fija de las siguientes películas: “Sálvate si puedes”, 1994; “Hotel y domicilio”, 1995 y “Menos que cero” en 1995.
Para Zubero la elección de los lugares a menudo son el testigo de sucesos o acciones de trascendencia, con series que inciden en la memoria histórica a través del paisaje y la arquitectura.
Toma imágenes de los objetos que rodean su vida cotidiana, aunque en sus obras la objetualidad desaparece por completo, cuando enfoca el objetivo sobre unos pisapapeles de cristal en los que juega la luz y el color creando imágenes abstractas.
Ha impartido talleres de fotografía colaborando con diferentes museos como el Taller de Fotografía Urbana Open City para el Museo de Bellas Artes de Bilbao en 2002.
Ha participado en el programa “Aprendiendo a través del Arte” impartiendo talleres en el Public School 128 de Queens, NuevaYork y en la Public School 25, Harlem Nueva York para el Museo Guggenheim. También impartió un taller de foto-serigrafía en el Museo Guggenheim Bilbao con motivo de la exposición retrospectiva de Robert Rauchenberg en 1999.
La galería Estiarte de Pilar Serra presentó en Madrid las fotografías de Begoña Zubero con CAS&GAS, proyecto fotográfico desarrollado en Armenia durante el verano de 2007.

## Proyectos
Sus proyectos más relevantes son "Existenz", "Tempelhof" sobre el aeropuerto de Berlín, "Habitacao Serralves" sobre la Casa Serralves de Oporto y "Gente del Po".

### Existenz
Zubero fotografió en 2007 el aeropuerto de Tempelhof en Berlín. Existenz recorre los restos arquitectónicos y públicos de las ciudades que han vivido los totalitarismos del siglo XX: Berlín, Roma, Moscú, o Varsovia, entre otros.
“Existenz -dice Begoña Zubero- es un proyecto fotográfico que recorre espacios que han sido testigos de hechos extraordinarios y estremecedores de la historia del siglo XX, traumáticos para la población que los vivió y determinantes para entender el contexto político-social que nos rodea. Este recorrido no pretende quedarse en registro documental o en fotografía de arquitectura, sino que insiste en transmitir a través de la imagen los hechos y situaciones que en ello se produjeron”.
En 2007 expone “Existenz” en Donostia (San Sebastián) con la galería Altxerri y en BBK Elcano en Bilbao además participa en las colectivas, DFOTO, ART COLOGNE en Colonia con la galería Altxerri y “El ojo que ves” en el Palacio de la Diputación de Córdoba. Su obra la encontramos en la colección Pilar Citoler CIRCA XX, en la Fundación Bilbao Arte, Fundación Museo Artium de Vitoria y en el Ayuntamiento de Córdoba.
En 2009 publicó el libro Tempelhof centrado en la serie del aeropuerto Tempelhof de Berlín construido durante la época de la Alemania nazi.

### Habitacao Serralves
El proyecto de 2012 "Habitacao Serralves" pertenece a una serie fotográfica desarrollada en Oporto sobre espacios “Art Decó” de la ciudad. Esta serie consta de 10 imágenes individuales de diferentes estancias de la casa Serralves. La casa Serralves fue construida como residencia por Carlos Alberto Cabral Conde de Vizela.
Son imágenes en donde plástica, ambiente y arquitectura se aúnan con el paisaje. La serie de imágenes muestra la vida de una época, dar sensación de la vida cotidiana de un espacio extraordinario. Actualmente forma parte junto con el nuevo edificio de Álvaro Siza y su impresionante jardín, de la Fundación Serralves.

### Gente del Po
Viajó el verano de 2016 a Berlín con intención de recoger el testimonio arquitectónico de la época nazi que todavía se encuentra en uso. Durante su estancia en la capital alemana, ese proyecto fue cambiando y Zubero quiso retratar "el alma" de esos espacios. Ahora expone una selección de esas inquietantes imágenes en Bilbao: fotografías en blanco y negro de gran tamaño (1,10 por 1, 67 metros) donde muestra tres lugares claves en la historia nazi de Berlín que, sin personas ni seres vivos, emanan el hálito de una época.
En 2017 en la sala Kutxa Artegunea del centro Tabakalera de Donostia, expone el trabajo “Gente del Po” que ha realizado en el río Po siguiendo los pasos del cineasta Michelangelo Antonioni, donde retoma los espacios explorados por el cineasta en los años 30 del siglo pasado.

La muestra comisariada por Enrique Martínez Lombó, se compone de 94 fotografías positivadas en soportes variables y pertenecientes a tres series (Le sponde, Le capanne y Paesaggio undustriale), además de un ejemplar de a revista Cinema n.º 68, una cabaña, y dos vídeos instalaciones (Dal Ponte y Pontelagoscuro). La muestra se completa con una cabaña a tamaño natural, que viene a completar la serie Le capanne, y es que la cualidad escultórica de estas construcciones, llevó a Zubero a la concepción de esta pieza exenta, en colaboración con la escultora Begoña Goyenetxea.
Según el Comisario Enrique Martínez Lombó "La ausencia de la figura humana no es impedimento para que la épica de la vida cotidiana se haga presente en las fotografías de Begoña Zubero a través de los testigos que la actividad antrópica deja en el medio natural, desde las autoconstruídas cabañas de pescadores hasta las chimeneas protagonistas de los paisajes industriales".
Posteriormente presenta en 2017 en el museo Maxxi de Roma el proyecto “Extraordinary visions / L’Italia ci guarda” en una exposición colectiva junto a fotógrafos italianos y de ámbito internacional. Éste es un “Museo Nacional del arte y del arte del siglo XXI”, dependiente del Ministerio italiano de los Bienes y las Actividades Culturales (Ministerio per i Beni e le Attività Culturali). Dedicado a la creatividad contemporánea alberga dos museos: el MAXXI Arte y el MAXXI Arquitectura.
Exposiciones más recientes han sido: El principio es la mitad del todo , exposición individual en la Galería Carrasco en Madrid (2020).
El viaje a Roma, exposición colectiva en el centro cultural AECID en Montevideo(2021).
A finales del 2018 realizó en Irak, una residencia artística de dos meses con el patrocinio de Moving Artist Foundation.Entre los proyectos realizados allí se encuentra NEEEV (No es exótico es vital).
Su obra está presente en colecciones particulares e institucionales como la Fundación Ordóñez Falcó, la Fundación Museo Artium de Vitoria, el Photomuseum de Zarauz, la Colección Caja Vital, el Ayuntamiento de Vitoria, la Fundación Bilbao Arte, la Colección Juntas Generales de Bizkaia, el Museo Cívico Irpino (Balatia, Italia), la Colección del Gobierno Vasco y colecciones particulares.

## Premios y reconocimientos
- 2006, Primer Premio Internacional de Fotografía Contemporánea, se proclamó ganadora con una imagen tomada en las oficinas de la policía secreta alemana, la Stasi, convocada por la Universidad de Córdoba.[22]
- 2007 recibió el I Premio Internacional de Fotografía Contemporánea “Pilar Citoler” de manos del rector de la Universidad de Córdoba.[23]